# ボンバーマンオンライン
ボンバーマンオンラインは、ハドソンのインターネットサイト・ハドソンキングダムで2006年1月25日より2007年7月31日まで運営されていたボンバーマンのオンラインゲーム。

## ゲームの種類
サバイバル
2人-6人での、通常ルールでの対戦（生き残り勝負）。チーム戦とシングル戦から選択可能。マップは9種類。
パネルアタック
爆風をできるだけ多い範囲に作り、爆風の領域の数を争うルール。
ハイパーボム
アイテム「ハイパーボール」を3つ集めて、中央にあるハイパーエリアと呼ばれる場所に届ける。

## キャラクター
トーナメント大会に出場するボンバーマン達。
白ボン
黒ボン
赤ボン
女の子らしい。
青ボン
緑ボン
黄色ボン
サンタボンバー
プリティボンバー
凶悪ボンバー5人衆の紅一点かつフランス代表のワールドボンバー。
ボンバーキャット
ボンバードッグ
ボンバーイーグル
モグラボンバー
ボンバーパイレーツ
ボンバーキッズ
ゴスロリボンバー
ボンバーウィッチ
『ワールド』や『ウォーズ』に登場する「ライトフォースボンバー」の一人。
ボンバーヒーロー
『ワールド』や『ウォーズ』に登場する「ライトフォースボンバー」の一人。
ボンバーボム神
『サタボン』に登場する「ボンバー5師範」の一人。
ボンバーミヤーギ
『サタボン』に登場する「ボンバー5師範」の一人。
ボンバードラゴーン
『サタボン』に登場する「ボンバー5師範」の一人。
マックス
機械の右腕を持つ闇の戦士。ボンバーマンキャラクター一覧#ボンバーマンの味方を参照。